# Il circo sotto la pioggia
Il circo sotto la pioggia (パンダコパンダ 雨ふりサーカスの巻?, Panda Kopanda amefuri sākasu no maki, lett. "Panda, piccolo panda - Il volume del circo sotto la pioggia") è un cortometraggio d'animazione del 1973 diretto da Isao Takahata.
Il film, scritto da Hayao Miyazaki, è il sequel del cortometraggio Panda! Go, Panda! del 1972, diretto dallo stesso Takahata. In Italia i due film sono distribuiti da Dynit in un unico DVD.

## Trama
La nonna di Mimiko è ancora lontana e la bambina continua a vivere insieme a "papà" Papanda e al piccolo Pan. Da un circo appena arrivato in città scappa un piccolo tigrotto, che si nasconde nella casa di Mimiko. La bambina riporterà il tigrotto da mamma tigre e in seguito salverà tutti gli animali del circo da una grande inondazione che colpisce la cittadina.